# Karnap
Karnap ist der nördlichste Stadtteil von Essen und der einzige nördlich der Emscher.

## Geschichte

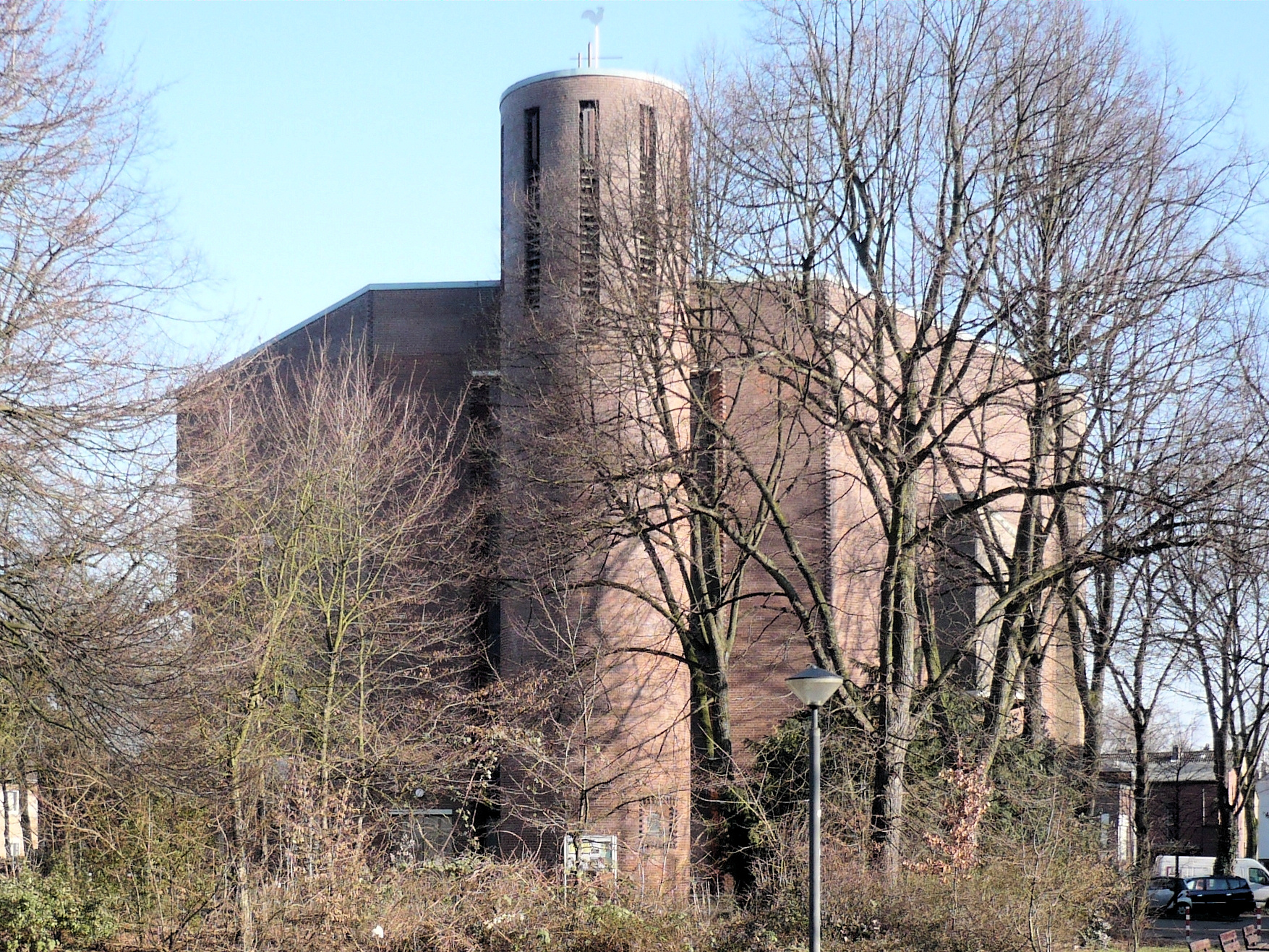
Kirche St. Marien, Architekt: Hans Schilling

Das 1332 erstmals urkundlich erwähnte Carnap wurde bis 1910 mit „C“ geschrieben. Es ist geprägt durch seine besondere geographische Lage. Die ehemalige Bauerschaft Karnap gehörte der 1808 gebildeten Munizipalität Altenessen an und damit ab 1813 zur Bürgermeisterei Altenessen. Bei deren Eingemeindung im Jahr 1915 in die Stadt Essen schied Karnap aus und erlangte für kurze Zeit kommunale Selbstständigkeit. Bürgermeister während dieser Zeit war Carl Hold. Im August 1929 wurde Karnap nach Essen eingemeindet.
Für die Beschäftigen der Zeche Mathias Stinnes entstand die Mathias-Stinnes-Siedlung. Karnap war über 100 Jahre sehr stark durch den Steinkohlen-Bergbau mit seinen zahlreichen Nebenbetrieben geprägt. Es war bis in die 1950er Jahre hinein ein Stadtteil, der mehr Arbeitsplätze als Einwohner hatte. Der Niedergang des Bergbaus zog sich durch die 1960er Jahre und erreichte Ende Dezember 1972 mit der Stilllegung der Zeche Mathias Stinnes seinen Höhepunkt. In einem knappen Jahrzehnt waren über 6000 Arbeitsplätze verloren gegangen. Die 1982 an der Haltestelle Arenbergstraße aufgestellte Seilscheibe der Zeche Mathias Stinnes 3/4 in Brauck erinnert an die Bergbautradition.

## Charakter

### Lage
Karnap misst in Nord-Süd-Richtung 2,1 Kilometer, Ost-West sind es 1,6 Kilometer. Im Süden des Stadtteils bildet der parallel zur Emscher verlaufende Rhein-Herne-Kanal die Grenze zu den Nachbar-Stadtteilen Altenessen und Vogelheim. Im Westen grenzt Karnap an Bottrop, im Norden an Gladbeck und im Osten an Gelsenkirchen. Im Stadtteil liegt mit 26,5 Metern über NN der tiefste Punkt Essens.

### Wirtschaft

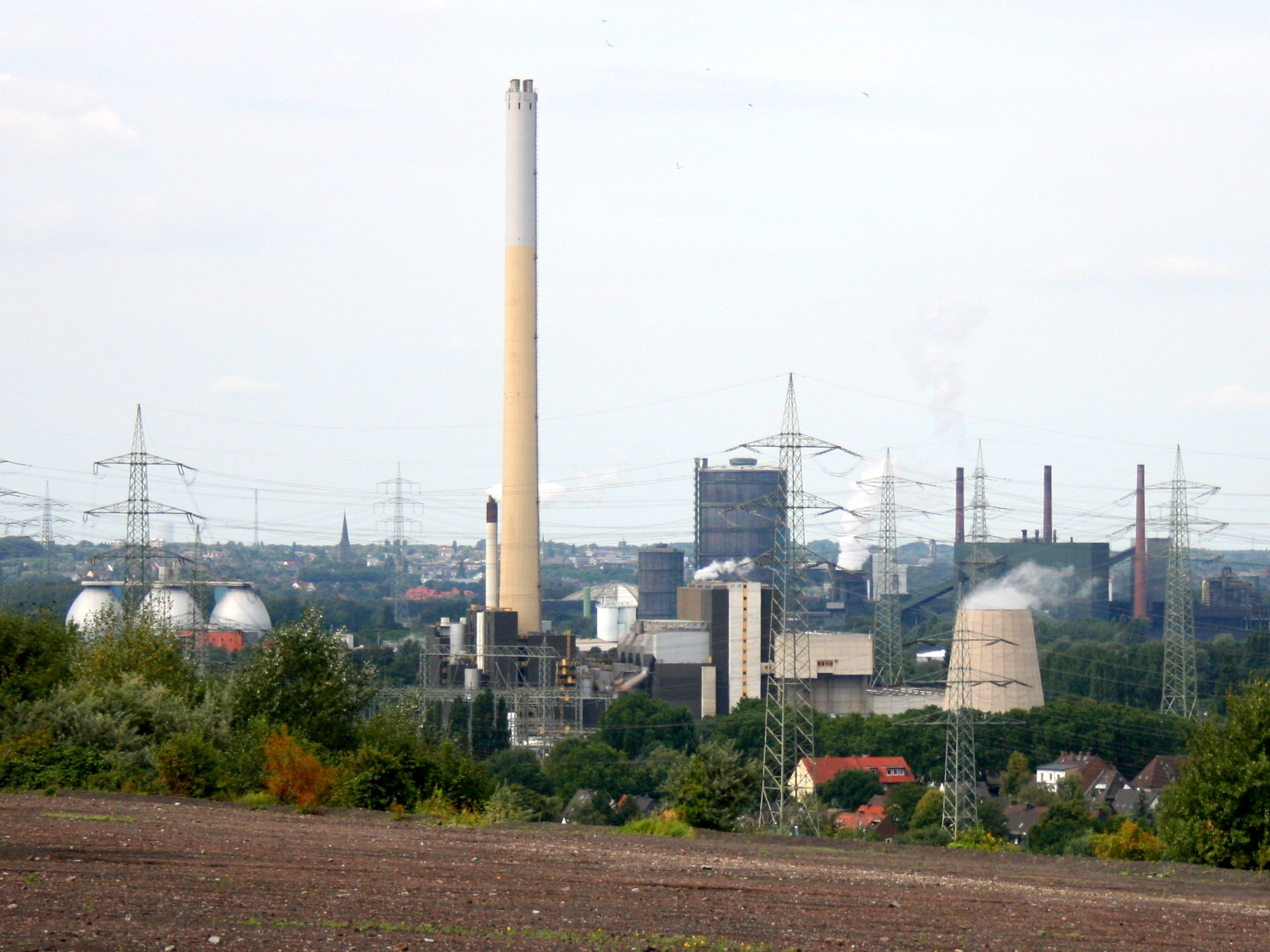
Müllheizkraftwerk

Heute ist die größte Industrieanlage Karnaps das Müllheizkraftwerk Essen-Karnap, die gemeinsame Müllverbrennungsanlage der Städte Bottrop, Essen, Gelsenkirchen, Gladbeck und Mülheim an der Ruhr. Es ist Anfang der 1960er-Jahre nach Umbau des ehemaligen Steinkohlekraftwerks entstanden. Außerdem gibt es Glaswerke im Stadtteil.
Direkt an der Emscher und nördlich des Rhein-Herne-Kanals befindet sich der Anfang der 1970er Jahre angelegte Emscherpark, eine Erholungsfläche, die auf einer ehemaligen Bauschuttdeponie errichtet wurde. Der Park besteht derzeit aus Wiesen- und Waldflächen. Im Jahr 2027 findet hier ein Teil der Internationalen Gartenausstellung (IGA) im Zug des Projekts Emscherpark 2.7 statt. Dazu wird der Emscherpark zu einer touristischen Attraktion als biodiverses Naherholungsgebiet mit Einrichtungen für diverse Trendsportarten wie einer Skateanlage umgestaltet. Innerhalb der IGA gehört das zum Projekt zur Ausstellungsebene „Unsere Gärten“. Im Oktober 2024 wurde die Finanzierung gesichert.

### Bevölkerung
Am 31. März 2025 lebten 7.993 Einwohner in Karnap.
Strukturdaten der Bevölkerung in Karnap (Stand: 31. März 2025):
- Bevölkerungsanteil der unter 18-Jährigen: 19,7 % (Essener Durchschnitt: 16,9 %)[4]
- Bevölkerungsanteil der mindestens 65-Jährigen: 18,8 % (Essener Durchschnitt: 21,7 %)[5]
- Ausländeranteil: 23,9 % (Essener Durchschnitt: 20,6 %)[6]

### Infrastruktur
Im Stadtteil befindet sich die Maria-Kunigunda-Grundschule. Es gibt viele aktive Vereine, Projekte und Initiativen: ESSEN eSports by Sportpark Karnap e. V., emscher games by KBB 1999 e. V., die KBB Social Projects, Bürgerverein Essen-Karnap e. V., Schützenverein BSV Karnap 1883 e. V., Carnap Art – Kultur-Projekt, das Projekt und die führende Informationsplattform für den Stadtteil „Karnap im Wandel“, Carnap TipTop, das Projekt „Was ist los in Karnap“, Fußballclub Karnap 07/27, Karnaper Bürgerbündnis 1999 e.V, Sportpark Karnap e. V., Turnverein Karnap 04, sowie auch den Geschichtskreis Carnap.
Essen-Karnap liegt an der Bahnstrecke Duisburg-Ruhrort–Dortmund, die jedoch nicht im Personenverkehr befahren wird.
Im ÖPNV ist Karnap mit der Stadtbahnlinie U11 sowie den Buslinien 189, 263 und dem Nachtexpress NE1 erschlossen. Die wichtigste Haltestelle Essen-Karnaps ist Boyer Straße.
| Linie | Verlauf | Takt (Mo–Fr) | Betreiber       |
| ----- | --- | ------------ | --------------- |
|       | GE-Horst, Buerer Straße – Schloss Horst – GE-Horst, Fischerstraße – E-Karnap, Alte Landstraße – Boyer Straße – E-Karnap, Arenbergstraße – E-Altenessen, Heßlerstraße – II. Schichtstraße – U Karlsplatz – U Altenessen Mitte – U Kaiser-Wilhelm-Park – U Altenessen Bf – U Bäuminghausstraße – U Bamlerstraße – U Universität Essen – U Berliner Platz – U Hirschlandplatz – U Essen Hbf – U Philharmonie – U Rüttenscheider Stern – U Martinstraße – U Messe Ost/Gruga – Essen, Messe West/Süd/Gruga | 10 min       | Ruhrbahn        |
| 189   | Essen-Karnap Boyer Straße – Bottrop-Welheim – Bottrop-Boyer Markt – Gladbeck Oberhof stündlich Weiterfahrt ab Gladbeck Oberhof als Linie 188 nach Bottrop-Feldhausen und Dorsten ZOB. | 30 min       | DB Rheinlandbus |
| 263   | OB-Sterkrade Bf – Klosterhardt – Rothebusch Nord – Fuhlenbrock Geibelstr. – Bottrop ZOB Berliner Platz – Batenbrock Prosperstr. – Bottrop-Welheim – Essen-Karnap, Boyer Straße | 20 min       | Vestische       |
| NE1   | Essen Hbf – Rathaus Essen – Altenessen Bf – Altenessen Zeche Carl – Karlstraße – Essen-Karnap Boyer Straße – Essen-Karnap, Alte Landstraße – Gelsenkirchen-Horst, Essener Straße | 60 min       | Ruhrbahn        |

Durch das südliche Karnap führt der nördliche Teil des Radfernwegs Emscher Park Radweg. Er führt in Ost-West-Richtung an der Emscher entlang und durch die Siedlung Matthias Stinnes.
Südlich des Stadtteils verläuft die A 42 und erschließt Karnap mit der Anschlussstelle 14 Essen-Altenessen/-Karnap. Im Westen wird Karnap durch die Bundesstraße 224 berührt, die zur A 52 ausgebaut wird. Die B224 kreuzt die Verbindungsstraße Essen-Karnap ↔ Bottrop-Welheim und dort wird auch eine A52-Anschlusstelle Essen-Karnap/Bottrop-Welheim entstehen.

## Wappen

Wappen von Karnap

Blasonierung: In Blau eine schräglinks liegende silberne (weiße) Pferdepramme mit goldener (gelber) Schnur. Im 14. Jahrhundert gab sich die Familie von Carnap ein ähnliches Wappen; in der vorletzten Form mit senkrecht stehender Pramme und braunem Strick, die Farbe braun kommt aber in der Heraldik nicht vor und wurde hier durch Gold ersetzt.